# Isola Ina
Ina è una piccola isola disabitata delle isole Andreanof, nell'arcipelago delle Aleutine, e appartiene all'Alaska (USA). Si trova nella  Bay of Islands, nella parte nord-ovest dell'isola Adak.